# Cycas condaoensis
Cycas condaoensis är en kärlväxtart som beskrevs av Kenneth D. Hill och S.L. Yang. Cycas condaoensis ingår i släktet Cycas, och familjen Cycadaceae. IUCN kategoriserar arten globalt som sårbar. Inga underarter finns listade i Catalogue of Life.